# Варшауэр штрассе (станция)
Варшауэр штрассе — станция метро и городской электрички в Берлине.
Открыта 17 августа 1902 года в первом участке метрополитена Берлина. Обслуживает линии метро U1, U3, а также линии городской электрички S3, S5, S75, S9.
Имеет выход на Варшауэр штрассе (к Варшавской улице).
Рядом со станцией находится Истсайдская галерея и торговый центр East Side.